# 第二条河站
第二条河站（羅馬化：Stantsia Vtoraya Rechka）是俄罗斯滨海边疆区海参崴的一个铁路车站，距莫斯科雅罗斯拉夫尔站9278.8公里。于1893年投入使用。

## 列车
- 机场快线（每天海参崴站之克涅維基站间运营五次）[3]。